# ميخائيل مكاي
ميخائيل مكاي (بالإنجليزية: Michael McKay)‏ هو دراج جامايكي، ولد في 17 مايو 1964.

## وصلات خارجية
- مايكل مكاي على موقع إحصائيات الدراجات الإحترافية (الإنجليزية)
- مايكل مكاي على موقع أوليمبيديا (الإنجليزية)